# Жимбира
Жимбира́ — село в Карымском районе Забайкальского края России. Административный центр сельского поселения «Жимбиринское».

## География
Село находится на левом берегу реки Жимбира (левый приток реки Тура), на автотрассе А166 Чита — Забайкальск, на расстоянии 50 км от посёлка городского типа Карымское, административного центра района, и 85 км от города Чита, административного центра края.

## История
Основано в 1780 году. Население занято личным подсобным хозяйством. Название села происходит от диалектного названия мыши-полевки или полевых сусликов — жимбура (жумбура).

## Население
| 1989 | 2002 | 2010 | 2021 |
| ---- | ---- | ---- | ---- |
| 460  | ↘452 | ↗457 | ↘396 |

## Инфраструктура
В селе действует основная школа.